# Boliviasnårsparv
Boliviasnårsparv (Atlapetes rufinucha) är en fågel i familjen amerikanska sparvar inom ordningen tättingar.

## Utbredning och systematik
Boliviasnårsparv delas in i två underarter:
- A. r. rufinucha – förekommer i subtropiska Anderna i västra Bolivia (La Paz och Cochabamba)
- A. r. carrikeri – förekommer i Anderna i östra Bolivia (Santa Cruz)

## Status
Trots det begränsade utbredningsområdet och att den tros minska i antal anses beståndet vara livskraftigt av internationella naturvårdsunionen IUCN.